# Село Исы Байзакова
Исы Байзакова (каз. Иса Байзақов ауылы, до 2006 года — Кайманачиха) — село в Иртышском районе Павлодарской области Казахстана. Расположено в 204 км к северо-западу от областного центра — Павлодара и в 35 км к северо-западу от районного центра — Иртышска. Административный центр Иса Байзаковского сельского округа. Код КАТО — 554639100.

## История
Село было основано в 1930 году на месте пристани, где жил землемер Кайманов. После его смерти на пристани жила его жена, которую в народу прозвали Кайманачиха. С 1932 года название Кайманачиха закрепилось за селом.
Кайманачиха была центральной усадьбой зернового совхоза «Беловодский», основанного в 1961 году на части земель совхозов «Кайманачихинский» и «Северный», колхоза имени XXI съезда КПСС и Беловодской МТС. В 1980 году совхоз «Беловодский» был переименован в совхоз имени Исы Байзакова.
В 2006 году село было переименовано в честь казахского народного акына Исы Байзакова.

## Население
В 1985 году в селе проживали 2450 человек. В 1999 году население села составляло 1906 человек (925 мужчин и 981 женщина). По данным переписи 2009 года в селе проживало 9999 (5000 мужчин и 4000 женщин).